# Valentino Foscarini
Valentino Foscarini (Thiene, 26 ottobre 1916 – ...) è stato un calciatore italiano, di ruolo terzino destro.

## Carriera
Giocò in Serie A con il Vicenza.

## Palmarès

### Club

#### Competizioni nazionali
- Serie C: 1

Vicenza: 1939-1940

#### Competizioni regionali
- Promozione: 1

Rovereto: 1949-1950